# Coupe des îles Féroé de football 1978
Navigation
Løgmanssteypið 1977 Løgmanssteypið 1979
La Coupe des Îles Féroé 1978 de football est la 24e édition de la Løgmanssteypið (Trophée du Premier Ministre). 
La finale du tournoi se dispute à Tvøroyri au stade Sevmýri au match aller. La finale retour se dispute à Tórshavn au stade Gundadalur. La victoire se joue sur terrain neutre au inni í Dal à Sandur.
Le HB Tórshavn fut le vainqueur. C'est le quatorzième titre du club et signe ainsi le septième doublé Coupe - Championnat.

## Format
Prenant place entre les mois de mai à août 1978, la compétition se décompose en trois phases. Le premier tour reste à élimination directe, les demi-finales se disputent en match aller-retour ainsi que la finale. Cette année, la finale fut rejouée sur terrain neutre. Seules les équipes de 1. Deild 1978  participèrent à la compétition.

## Clubs participants
| \| B36 HB ÍF KÍ MBM TB VBV [3] \| Localisation des clubs engagés dans la coupe nationale 1978. |
| B36 HB ÍF KÍ MBM TB VBV                                                                        |

- B36 Tórshavn - 1. Deild
- HB Tórshavn - 1. Deild
- ÍF Fuglafjørður - 1. Deild
- KÍ Klaksvík - 1. Deild
- MB Miðvágur - Promu de 2. Deild
- TB Tvøroyri - 1. Deild - Tenant du Titre
- VB Vágur - 1. Deild

## Résultats

### Premier tour[4]
| Date        | Équipe 1        | Résultat    | Équipe 2     |
| ----------- | --------------- | ----------- | ------------ |
| 15 mai 1978 | ÍF Fuglafjørður | 0-0 4-2 tab | B36 Tórshavn |
| 15 mai 1978 | VB Vágur        | 2-0         | KÍ Klaksvík  |
| 15 mai 1978 | TB Tvøroyri     | 1-0         | MB Miðvágur  |

### Demi-finales

#### Match aller[5]
| Date         | Équipe 1        | Résultat | Équipe 2    |
| ------------ | --------------- | -------- | ----------- |
| 11 juin 1978 | ÍF Fuglafjørður | 4-3      | TB Tvøroyri |
| 11 juin 1978 | VB Vágur        | 2-1      | HB Tórshavn |

#### Match retour[6]
| Date         | Équipe 1    | Résultat | Équipe 2        |
| ------------ | ----------- | -------- | --------------- |
| 18 juin 1978 | TB Tvøroyri | 3-1ap    | ÍF Fuglafjørður |
| 18 juin 1978 | HB Tórshavn | 3-0      | VB Vágur        |

### Finale[7].

#### Match aller
| 16 juillet 1978 | TB Tvøroyri | 2-1   | HB Tórshavn | Sevmýri, Tvøroyri |
|                 |             | (1-0) |             |                   |

#### Match retour
| 23 juillet 1978 | HB Tórshavn | 2-1   | TB Tvøroyri | Gundadalur, Tórshavn |
|                 |             | (1-1) |             |                      |

#### Match sur terrain neutre
| 13 août 1978 | TB Tvøroyri | 1-3   | HB Tórshavn | inni í Dal, Sandur |
|              |             | (0-1) |             |                    |